# I AM.
I AM.는 2012년 개봉한 대한민국의 다큐멘터리 영화이다. SM 엔터테인먼트 소속 가수들의 〈SMTOWN Live '10 World Tour〉 뉴욕 공연 실황과 연습생 시절 비화 및 인터뷰로 구성되어 있다.

## 출연
- 보아
- 동방신기 (유노윤호, 최강창민)
- 슈퍼주니어 (이특, 예성, 신동, 성민, 은혁, 동해, 시원, 려욱, 규현)
- 소녀시대 (티파니, 태연, 제시카, 써니, 효연, 유리, 수영, 윤아, 서현)
- 샤이니 (온유, 종현, Key, 민호, 태민)
- f(x) (빅토리아, 엠버, 루나, 설리, 크리스탈)
- 강타

## 세트 리스트
- 소원을 말해봐 (Genie)_GIRLS’ GENERATION TOUR Ver. (소녀시대)
- 누난 너무 예뻐 (Replay) (샤이니)
- Don't Don_SUPER SHOW 3 Ver. (슈퍼주니어 Feat. 조미, 헨리)
- Mr.Simple (슈퍼주니어)

- TVXQ Entrance Show -
- TVXQ Medley (동방신기)

1. The Way U Are
2. 주문-MIROTIC

- 라차타 (LA chA TA) (f(x))
- Sorry, Sorry - Answer Ver. (슈퍼주니어-K.R.Y.)
- Gee (소녀시대)
- 피노키오 (Danger) (f(x))
- 왜 (Keep Your Head Down) (동방신기)
- 7989 (강타, 설리)
- Sorry, Sorry (슈퍼주니어)
- Eat You Up (보아)
- Lucifer_SHINee WORLD I Ver. (샤이니)
- The BoysEnglish Ver. (소녀시대)
- 빛 (Hope) (SM TOWN 단체)